# Corto Maltese: Sob o Signo de Capricórnio
Corto Maltese - sob o signo de Capricórnio (em Portugal, Corto Maltese - sob o signo do Capricórnio) é o terceiro álbum do personagem Corto Maltese, criado por Hugo Pratt. A história começa na Guiana Francesa e tem sua maior parte ambientada no Brasil, principalmente na Bahia. A aventura se inicia quando um jovem chamado Tristan Bantan pede ajuda a Maltese para encontrar Morgana, sua irmã, fruto do segundo casamento de seu pai, e que mora no Brasil.
O álbum foi pulicado em Portugal pela editora Meribérica, com distribuição também no Brasil. Uma edição brasileira só foi feita em 2006, com a editora Pixel. Esta edição ganhou o Troféu HQ Mix de melhor edição especial estrangeira em 2007.